# Faxe Ladeplads Station
Faxe Ladeplads Station er en dansk jernbanestation i Faxe Ladeplads. Stationens navn blev tidligere stavet Fakse Ladeplads, men det blev ændret i 2007 i forbindelse med kommunalreformen, hvor Rønnede, Haslev og Fakse Kommune blev slået sammen til Faxe Kommune.